# Jean-Baptiste-Louis Cazin
Jean-Baptiste-Louis Cazin, né en 1753 à Paris et mort le 28 mars 1823 à Paris, est un peintre et graveur français.

## Biographie
Jean-Baptiste-Louis Cazin est élève de Nicolas-René Jollain, il expose au Salon de 1791 à 1819.
Il peint des tableaux de genre, des paysages et expose ses premières marines en 1791.
Il épouse Marie Madeleine Marie, puis divorce.
Il est nommé commissaire au tribunal du 6e arrondissement de Paris le 25 thermidor An II (12 août 1794).
Il meurt au no 418 de la rue Saint-Honoré, à l'âge de 70 ans.

## Galerie

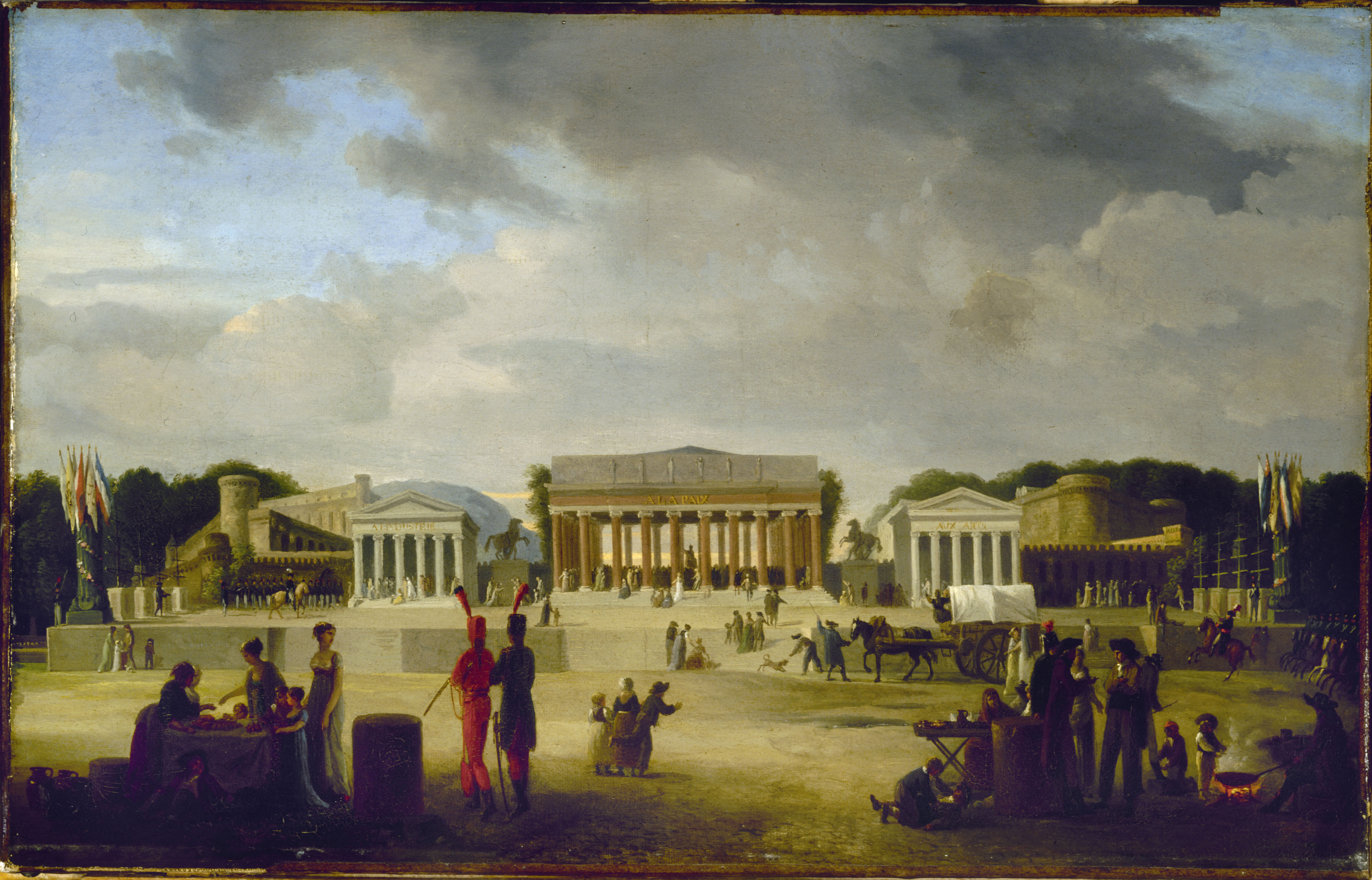
Vue du grand théâtre élevé sur la place de la Concorde pour la fête de la Paix, le 18 brumaire, an X (9 novembre 1801) (musée Carnavalet).
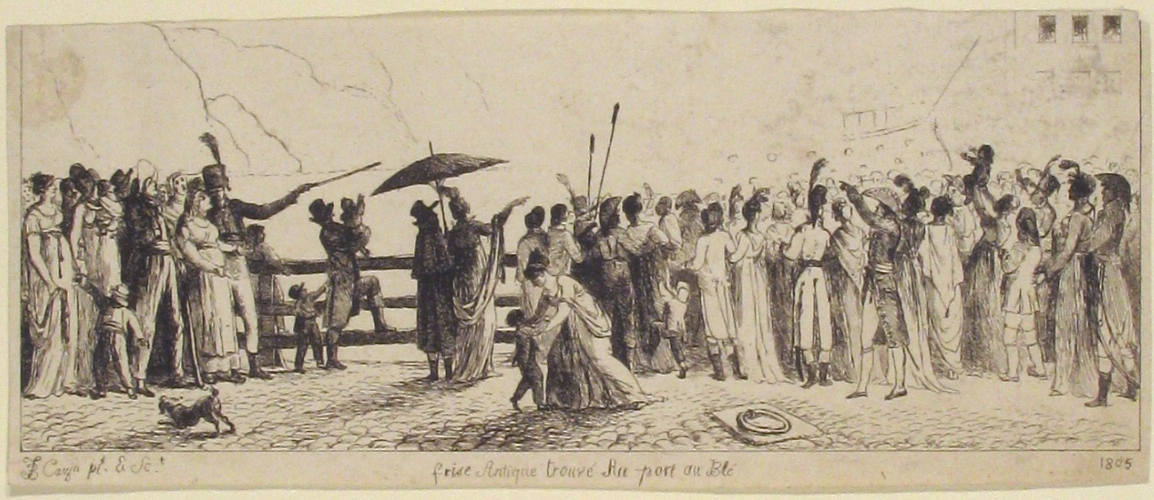
Frise antique trouvée au port au blé, gravure, 1802.

## Œuvres exposées aux Salons parisiens
- Une Vue de la Mer, au Salon de 1791
- Baraque de Pêcheurs des côtes de Normandie, au Salon de 1793
- Des Villageois au retour du Marché. Effet de Soleil couchant, au Salon de 1793
- Deux petits Paysages & Marines, au Salon de 1793
- Feu d’artifice après la Joute ; effet de nuit, au Salon de 1793
- Feu d’Artifice tiré à Versailles,  au Salon de 1793
- Petit Bâtiment attendant la marée pour mettre en mer, au Salon de 1793
- Un Naufrage, au Salon de 1793, marine
- Un Paysage pris dans l’arrière-saison, sur les bords de la Seine, au Salon de 1793
- Une Tempête sur mer, au Salon de 1793
- Vestiges d’un ancien Pont sur le rivage de la Seine au moment d’un orage, au Salon de 1793
- Vue de la Ville et du Pont de Manthe-sur-Seine, au soleil couchant, au Salon de 1793
- Vue d’un Pont ruiné sur le rivage de la Seine, au Salon de 1793
- Couché du Soleil au moment du brouillard, au Salon de 1795, marine
- Une Tempête, et un Brouillard, au Salon de 1795
- Deux Paysages faisant Pendants, Le Matin et le Soir, au Salon de 1795
- La vente du Poisson, au retour de la pêche, au Salon de 1795, marine
- Le Commissionnaire grondé ; intérieur d’une Cuisine, au Salon de 1795
- Un Paysage éclairé du Soleil levant, au Salon de 1795
- Vue d’une Ferme près Moissy en Brie, au Salon de 1795
- Deux dessins à l’encre de la Chine ; Paysages, au Salon de 1798
- Paysage avec des animaux, au Salon de 1798
- Vue d’un port de mer au coucher du Soleil, au Salon de 1798
- Vue de l’intérieur d’une grande voûte sur le bord de la Seine, communiquant de la première arche du pont Notre-Dame, à celle du pont au Change, au Salon de 1800
- Vue d’une partie de l’église des Bernardins de Paris, et de diverses constructions subsistantes avant son entière destruction, au Salon de 1800
- Cour d’un ancien château fort, servant à l’exploitation d’une ferme, à Blaudi-la-Tour, au Salon de 1801
- Paysage au coucher de soleil, au Salon de 1801
- Un paysage, au Salon de 1801
- Vue d’une partie des aqueducs d’Arcueil, ornée d’un fond de paysage, au Salon de 1801
- Esquisse peinte et terminée. Projet d’un grand Tableau, au Salon de 1802
- Une tête d’étude. Portrait, au Salon de 1802
- Vue d’un four à chaux à Bougival, près Louveciennes, au Salon de 1802
- Barque naufragée, au moment d’un grain de mer, au Salon de 1804
- La pèche interrompue, au Salon de 1804, marine
- Le feu d'artifice ordonné par la ville de Paris, à l'occasion du couronnement de l'empereur, au Salon de 1806
- Les ruines d'un ancien pont, au Salon de 1806
- Soleil couchant, au Salon de 1808
- Vue d’une place publique de Paris, au Salon de 1810
- Vue de Normandie, près de Honfleur, au Salon de 1812
- Intérieur d’une ancienne abbaye incendiée, habitée par des soldats, au Salon de 1814
- Souterrain de l’ancien quai de Gèvres. Vue des bords de la rivière, près la pompe du pont Notre-Dame, au Salon de 1814
- Un cadre de gravures à l’eau forte, au Salon de 1814
- Vue de la fontaine de la place du Châtelet, au Salon de 1814
- Vue prise en Normandie, près Honfleur, au Salon de 1814
- Paysages, au Salon de 1817
- Vue des bords de l’Océan, au Salon de 1817, marine
- Dessins, au Salon de 1819
- Feu d’artifice pour une fête publique, au Salon de 1819
- Vue prise dans un jardin à Viry, au Salon de 1819